# UiTMSAT-1
UiTMSAT-1 bio je malezijski nanosatelit, kojeg je većinom izgradio izgrađen Universiti Teknologi MARA (UiTM) kao dio multinacionalnog projekta Birds-2. 1U CubeSat lansiran je u svemir 29. lipnja 2018., a otpušten s Međunarodne svemirske postaje (ISS) 10. kolovoza 2018.

## Pozadina
Malezija je imala nekoliko satelita u orbiti, počevši od konstelacije MEASAT, prvi put operativne 1996. Njihov prvi mikrosatelit, TiungSAT-1, lansiran je 2000.

## Razvoj
Planiranje misije započelo je u prosincu 2016. na Kyushu Institute of Technology (KIT). Studenti poslijediplomskog studija UiTM Syazana Basyirah Mohammad Zaki i Muhammad Hasif Azami razvijali su satelit tijekom razdoblja od 19 mjeseci i surađivali s osam drugih studenata s Filipina, Butana i Japana. Ova je suradnja također inspirirala stvaranje novog komunikacijskog satelitskog centra na Universiti Teknologi MARA (UiTM).

## Ciljevi
- Demonstriranje sustava automatskog izvještavanja o paketima za komunikaciju s amaterskim radio postajama
- Detektiranje specifičnr vrstr sunčevog zračenja koja se naziva " zasun jednog događaja"
- Mjerite magnetska polja pomoću magnetometra anizotropnog magnetskog otpora
- Snimanje Zemlje

## Lansiranje i misija
UiTMSAT-1 lansiran je u svemir 29. lipnja 2018. raketom Falcon 9 Full Thrust s Cape Canaverala u Floridi, SAD, kao dio misije SpaceX CRS-15 Commercial Resupply Service (Komercijalne usluge opskrbe). Maya-1 i BHUTAN-1, koji su također razvijeni u sklopu projekta Birds-2, bili su dio korisnog tereta rakete. Sva tri nanosatelita otpuštena su s Međunarodne svemirske postaje (ISS), a dosegla su orbitu 10. kolovoza 2018.